# Vitesse individuelle féminine aux Jeux olympiques d'été de 2024
Cet article traite de l'épreuve féminine. Pour la compétition masculine, voir Vitesse individuelle masculine aux Jeux olympiques d'été de 2024.
Navigation
Tokyo 2020 Los Angeles 2028
La vitesse individuelle féminine, épreuve de cyclisme sur piste des Jeux olympiques d'été de 2024, a lieu du 9 au 11 août 2024 sur le Vélodrome national de Saint-Quentin-en-Yvelines.

## Médaillées
| Or                    | Argent                     | Bronze              |
| Ellesse Andrews (NZL) | Lea Sophie Friedrich (GER) | Emma Finucane (GBR) |

## Site de la compétition

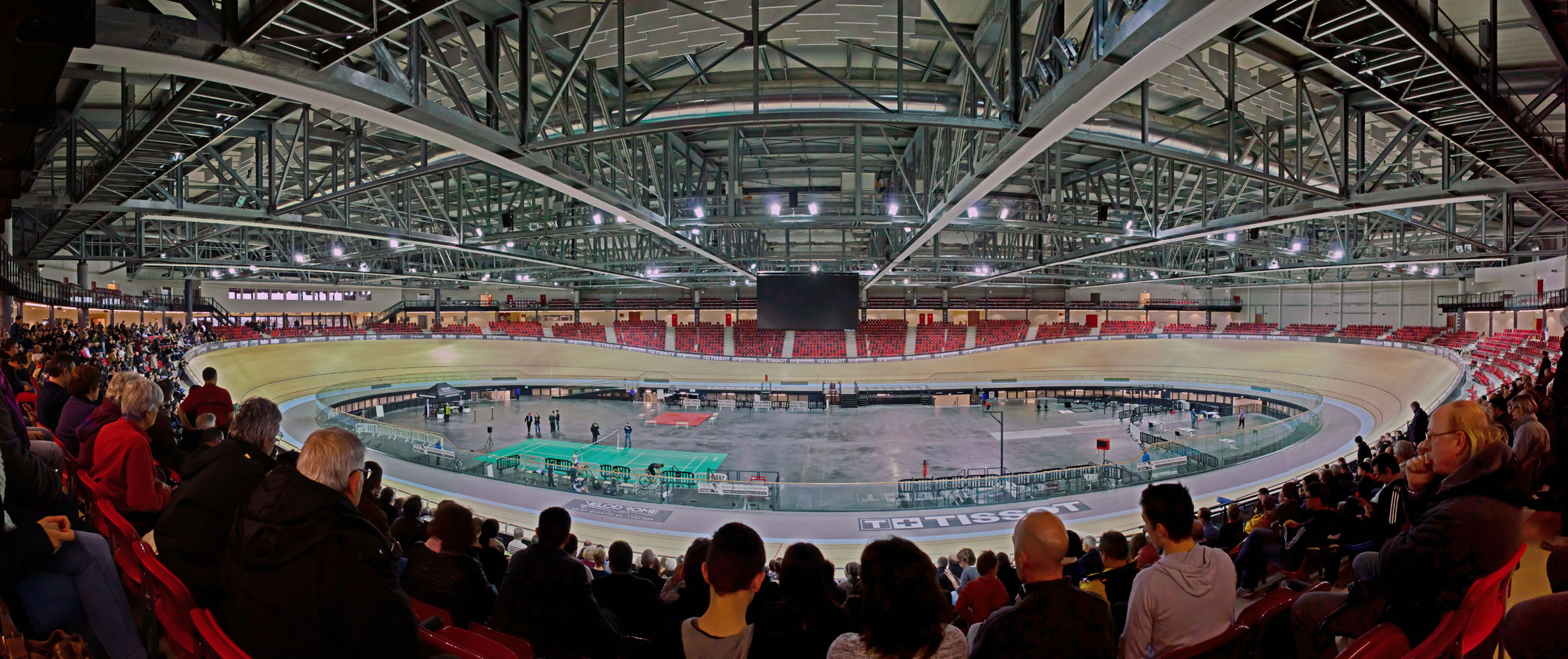
Vélodrome national en 2014.

Les épreuves de cyclisme sur piste ont lieu sur le Vélodrome national de Saint-Quentin-en-Yvelines. Contrairement à ce que son nom laisse supposer, il est situé sur la commune de Montigny-le-Bretonneux à l'ouest de Paris, à 36 km du village olympique. Il a été construit en 2011 et a une capacité de 5 000 spectateurs.

## Programme
| Date             | Horaire  | Manche                             |
| ---------------- | -------- | ---------------------------------- |
| Vendredi 9 août  | 14 h 00  | Qualifications                     |
| Vendredi 9 août  | à suivre | 1/32es de finale                   |
| Vendredi 9 août  | à suivre | Repêchages des 1/32es de finale    |
| Vendredi 9 août  | 18 h 00  | Seizièmes de finale                |
| Vendredi 9 août  | à suivre | Repêchages des seizièmes de finale |
| Samedi 10 août   | 17 h 00  | Huitièmes de finale                |
| Samedi 10 août   | à suivre | Repêchages des huitièmes de finale |
| Samedi 10 août   | à suivre | Quarts de finale                   |
| Dimanche 11 août | 11 h 00  | Demi-finale                        |
| Dimanche 11 août | à suivre | Finales                            |

## Format de la compétition
La compétition débute par une épreuve qualificative disputée sous la forme d'un contre-la-montre sur 200 mètres avec un départ lancé. Les 24 meilleures cyclistes se qualifient pour les tours suivants disputés sous la forme de duels. À chaque duel, les cyclistes partent côte-à-côte et doivent effectuer trois tours de piste (750 mètres). Les 200 derniers mètres sont chronométrés. Il y a des repêchages jusqu'en huitièmes de finale.

## Résultats détaillés

### Qualifications
Les 24 meilleurs se qualifient pour la suite de la compétition (Q). Les autres sont éliminés.
| Rang | Cycliste                     | Nation           | Temps    | Écart     | Notes     |
| ---- | ---------------------------- | ---------------- | -------- | --------- | --------- |
| 1    | Lea Sophie Friedrich         | Allemagne        | 10 s 029 |           | Q, RM, RO |
| 2    | Emma Finucane                | Grande-Bretagne  | 10 s 067 | + 0 s 038 | Q         |
| 3    | Ellesse Andrews              | Nouvelle-Zélande | 10 s 108 | + 0 s 069 | Q         |
| 4    | Sophie Capewell              | Grande-Bretagne  | 10 s 132 | + 0 s 093 | Q         |
| 5    | Mathilde Gros                | France           | 10 s 182 | + 0 s 153 | Q         |
| 6    | Emma Hinze                   | Allemagne        | 10 s 198 | + 0 s 167 | Q         |
| 7    | Mina Sato                    | Japon            | 10 s 257 | + 0 s 228 | Q         |
| 8    | Hetty van de Wouw            | Pays-Bas         | 10 s 263 | + 0 s 234 | Q         |
| 9    | Shaane Fulton                | Nouvelle-Zélande | 10 s 281 | + 0 s 252 | Q         |
| 10   | Kelsey Mitchell              | Canada           | 10 s 285 | + 0 s 256 | Q         |
| 11   | Kristina Clonan              | Australie        | 10 s 310 | + 0 s 271 | Q         |
| 12   | Lauriane Genest              | Canada           | 10 s 310 | + 0 s 271 | Q         |
| 13   | Martha Bayona                | Colombie         | 10 s 411 | + 0 s 382 | Q         |
| 14   | Steffie van der Peet         | Pays-Bas         | 10 s 479 | + 0 s 450 | Q         |
| 15   | Stefany Cuadrado             | Colombie         | 10 s 508 | + 0 s 479 | Q, RMJ    |
| 16   | Miriam Vece                  | Italie           | 10 s 560 | + 0 s 531 | Q         |
| 17   | Daniela Gaxiola              | Mexique          | 10 s 581 | + 0 s 553 | Q         |
| 18   | Taky Marie-Divine Kouamé     | France           | 10 s 634 | + 0 s 605 | Q         |
| 19   | Yuli Verdugo                 | Mexique          | 10 s 637 | + 0 s 608 | Q         |
| 20   | Riyu Ohta                    | Japon            | 10 s 659 | + 0 s 630 | Q         |
| 21   | Nurul Izzah Izzati Mohd Asri | Malaisie         | 10 s 709 | + 0 s 680 | Q         |
| 22   | Bao Shanju                   | Chine            | 10 s 744 | + 0 s 715 | Q         |
| 23   | Marlena Karwacka             | Pologne          | 10 s 758 | + 0 s 729 | Q         |
| 24   | Julie Nicolaes               | Belgique         | 10 s 809 | + 0 s 780 | Q         |
| 25   | Nikola Sibiak                | Pologne          | 10 s 945 | + 0 s 916 |           |
| 26   | Sara Fiorin                  | Italie           | 11 s 085 | + 1 s 056 |           |
| 27   | Chloe Moran                  | Australie        | 11 s 112 | + 1 s 083 |           |
| 28   | Ese Lovina Ukpeseraye        | Nigeria          | 11 s 652 | + 1 s 623 |           |
| DNS  | Nicky Degrendele             | Belgique         | -        | -         |           |
| DNS  | Yuan Liying                  | Chine            | -        | -         |           |

### 1/32esde finale et repêchages des 1/32ede finale
Ce tour est disputé sous la forme d'une manche unique. Les 24 cyclistes sont réparties en 12 séries selon leur temps en qualifications (1re contre 24e, 2e contre 23e, etc). La gagnante de chaque série est qualifiée pour les seizièmes de finale (Q16), tandis que la perdante va en repêchage (R16).
Les 12 cyclistes repêchées sont placées dans 4 séries de 3 où la vainqueure de chaque série rejoint les seizièmes de finale (Q16), tandis que les autres sont éliminées.
| Série | Rang | Cycliste                     | Nation           | Écart     | Notes |
| ----- | ---- | ---------------------------- | ---------------- | --------- | ----- |
| 1     | 1    | Lea Sophie Friedrich         | Allemagne        | -         | Q16   |
| 1     | 2    | Julie Nicolaes               | Belgique         | + 1 s 015 | R16   |
| 2     | 1    | Emma Finucane                | Grande-Bretagne  | -         | Q16   |
| 2     | 2    | Marlena Karwacka             | Pologne          | + 0 s 632 | R16   |
| 3     | 1    | Ellesse Andrews              | Nouvelle-Zélande | -         | Q16   |
| 3     | 2    | Bao Shanju                   | Chine            | + 0 s 312 | R16   |
| 4     | 1    | Sophie Capewell              | Grande-Bretagne  | -         | Q16   |
| 4     | 2    | Nurul Izzah Izzati Mohd Asri | Malaisie         | + 0 s 081 | R16   |
| 5     | 1    | Mathilde Gros                | France           | -         | Q16   |
| 5     | 2    | Riyu Ohta                    | Japon            | + 0 s 201 | R16   |
| 6     | 1    | Emma Hinze                   | Allemagne        | -         | Q16   |
| 6     | 2    | Yuli Verdugo                 | Mexique          | + 0 s 119 | R16   |
| 7     | 1    | Mina Sato                    | Japon            | -         | Q16   |
| 7     | 2    | Taky Marie-Divine Kouamé     | France           | + 0 s 112 | R16   |
| 8     | 1    | Hetty van de Wouw            | Pays-Bas         | -         | Q16   |
| 8     | 2    | Daniela Gaxiola              | Mexique          | + 0 s 187 | R16   |
| 9     | 1    | Shaane Fulton                | Nouvelle-Zélande | -         | Q16   |
| 9     | 2    | Miriam Vece                  | Italie           | + 0 s 250 | R16   |
| 10    | 1    | Kelsey Mitchell              | Canada           | -         | Q16   |
| 10    | 2    | Stefany Cuadrado             | Colombie         | + 0 s 378 | R16   |
| 11    | 1    | Kristina Clonan              | Australie        | -         | Q16   |
| 11    | 2    | Steffie van der Peet         | Pays-Bas         | + 0 s 100 | R16   |
| 12    | 1    | Martha Bayona                | Colombie         | -         | Q16   |
| 12    | 2    | Lauriane Genest              | Canada           | + 0 s 064 | R16   |

| Série | Rang | Cycliste                     | Nation   | Écart     | Notes |
| ----- | ---- | ---------------------------- | -------- | --------- | ----- |
| 1     | 1    | Daniela Gaxiola              | Mexique  | -         | Q16   |
| 1     | 2    | Miriam Vece                  | Italie   | + 0 s 016 |       |
| 1     | 3    | Julie Nicolaes               | Belgique | + 0 s 509 |       |
| 2     | 1    | Taky Marie-Divine Kouamé     | France   | -         | Q16   |
| 2     | 2    | Marlena Karwacka             | Pologne  | + 0 s 065 |       |
| 2     | 3    | Stefany Cuadrado             | Colombie | + 1 s 258 |       |
| 3     | 1    | Steffie van der Peet         | Pays-Bas | -         | Q16   |
| 3     | 2    | Yuli Verdugo                 | Mexique  | + 0 s 001 |       |
| 3     | 3    | Bao Shanju                   | Chine    | + 0 s 127 |       |
| 4     | 1    | Lauriane Genest              | Canada   | -         | Q16   |
| 4     | 2    | Nurul Izzah Izzati Mohd Asri | Malaisie | + 0 s 054 |       |
| 4     | 3    | Riyu Ohta                    | Japon    | + 0 s 317 |       |

### Seizièmes de finale et repêchages des seizièmes de finale
Ce tour est disputé sous la forme d'une manche unique. Les 16 cyclistes sont réparties en 8 séries. La vainqueure de chaque série est qualifiée pour les huitièmes de finale (Q8), tandis que la perdante va en repêchage (R8).
Les 8 concurrentes repêchées sont réparties en 4 séries de 2 cyclistes chacune où la vainqueure de chaque série se qualifie pour les huitièmes de finale (Q8), tandis que les autres sont éliminées.
| Série | Rang | Cycliste                 | Nation           | Écart     | Notes |
| ----- | ---- | ------------------------ | ---------------- | --------- | ----- |
| 1     | 1    | Lea Sophie Friedrich     | Allemagne        | -         | Q8    |
| 1     | 2    | Lauriane Genest          | Canada           | + 0 s 220 | R8    |
| 2     | 1    | Emma Finucane            | Grande-Bretagne  | -         | Q8    |
| 2     | 2    | Steffie van der Peet     | Pays-Bas         | + 0 s 127 | R8    |
| 3     | 1    | Ellesse Andrews          | Nouvelle-Zélande | -         | Q8    |
| 3     | 2    | Taky Marie-Divine Kouamé | France           | + 0 s 146 | R8    |
| 4     | 1    | Sophie Capewell          | Grande-Bretagne  | -         | Q8    |
| 4     | 2    | Daniela Gaxiola          | Mexique          | + 0 s 077 | R8    |
| 5     | 1    | Mathilde Gros            | France           | -         | Q8    |
| 5     | 2    | Martha Bayona            | Colombie         | + 0 s 016 | R8    |
| 6     | 1    | Emma Hinze               | Allemagne        | -         | Q8    |
| 6     | 2    | Kristina Clonan          | Australie        | + 0 s 087 | R8    |
| 7     | 1    | Mina Sato                | Japon            | -         | Q8    |
| 7     | 2    | Kelsey Mitchell          | Canada           | + 0 s 042 | R8    |
| 8     | 1    | Hetty van de Wouw        | Pays-Bas         | -         | Q8    |
| 8     | 2    | Shaane Fulton            | Nouvelle-Zélande | + 0 s 001 | R8    |

| Série | Rang | Cycliste                 | Nation           | Écart     | Notes |
| ----- | ---- | ------------------------ | ---------------- | --------- | ----- |
| 1     | 1    | Shaane Fulton            | Nouvelle-Zélande | -         | Q8    |
| 1     | 2    | Lauriane Genest          | Canada           | + 0 s 179 |       |
| 2     | 1    | Kelsey Mitchell          | Canada           | -         | Q8    |
| 2     | 2    | Steffie van der Peet     | Pays-Bas         | + 0 s 070 |       |
| 3     | 1    | Kristina Clonan          | Australie        | -         | Q8    |
| 3     | 2    | Taky Marie-Divine Kouamé | France           | + 0 s 860 |       |
| 4     | 1    | Martha Bayona            | Colombie         | -         | Q8    |
| 4     | 2    | Daniela Gaxiola          | Mexique          | + 0 s 131 |       |

### Huitièmes de finale et repêchages des huitièmes de finale
Lors de ce tour, les 12 cyclistes sont réparties en 6 séries de 2 : la gagnante de chaque série se qualifie pour les quarts de finale (Q4) tandis que la perdante se rend au troisième repêchage (R4). Celui-ci compte 2 séries de 3 cyclistes : la vainqueure accède aux quarts de finale (Q4) tandis que les autres sont éliminées.
| Série | Rang | Cycliste             | Nation           | Écart     | Notes |
| ----- | ---- | -------------------- | ---------------- | --------- | ----- |
| 1     | 1    | Lea Sophie Friedrich | Allemagne        | -         | Q4    |
| 1     | 2    | Martha Bayona        | Colombie         | + 0 s 091 | R4    |
| 2     | 1    | Emma Finucane        | Grande-Bretagne  | -         | Q4    |
| 2     | 2    | Kristina Clonan      | Australie        | + 0 s 658 | R4    |
| 3     | 1    | Ellesse Andrews      | Nouvelle-Zélande | -         | Q4    |
| 3     | 2    | Kelsey Mitchell      | Canada           | + 0 s 116 | R4    |
| 4     | 1    | Sophie Capewell      | Grande-Bretagne  | -         | Q4    |
| 4     | 2    | Shaane Fulton        | Nouvelle-Zélande | + 0 s 004 | R4    |
| 5     | 1    | Hetty van de Wouw    | Pays-Bas         | -         | Q4    |
| 5     | 2    | Mathilde Gros        | France           | + 0 s 245 | R4    |
| 6     | 1    | Emma Hinze           | Allemagne        | -         | Q4    |
| 6     | 2    | Mina Sato            | Japon            | + 0 s 032 | R4    |

| Série | Rang | Cycliste        | Nation           | Écart     | Notes |
| ----- | ---- | --------------- | ---------------- | --------- | ----- |
| 1     | 1    | Martha Bayona   | Colombie         | -         | Q4    |
| 1     | 2    | Mathilde Gros   | France           | + 0 s 027 |       |
| 1     | 3    | Shaane Fulton   | Nouvelle-Zélande | + 0 s 276 |       |
| 2     | 1    | Kelsey Mitchell | Canada           | -         | Q4    |
| 2     | 2    | Mina Sato       | Japon            | + 0 s 111 |       |
| 2     | 3    | Kristina Clonan | Australie        | + 0 s 295 |       |

### Quarts de finale et match de classement 5–8
Les 8 cyclistes sont réparties en 4 séries. Les quarts de finale sont au meilleur des trois manches : la première cycliste de chaque série qui remporte deux manches se qualifie pour les demi-finales (Q2), tandis que la perdante dispute le match de classement des places 5 à 8 (Pl.5-8). Celui-ci est disputé sous la forme d'une manche unique avec les 4 cyclistes éliminées précédemment.
| Série | Rang | Cycliste             | Nation           | Manches   | Manches   | Manches | Notes  |
| Série | Rang | Cycliste             | Nation           | 1         | 2         | 3       | Notes  |
| ----- | ---- | -------------------- | ---------------- | --------- | --------- | ------- | ------ |
| 1     | 1    | Lea Sophie Friedrich | Allemagne        | X         | X         |         | Q2     |
| 1     | 2    | Kelsey Mitchell      | Canada           | + 0 s 217 | + 0 s 052 |         | Pl.5-8 |
| 2     | 1    | Emma Finucane        | Grande-Bretagne  | X         |           | X       | Q2     |
| 2     | 2    | Martha Bayona        | Colombie         | + 0 s 076 | + 0 s 147 |         | Pl.5-8 |
| 3     | 1    | Ellesse Andrews      | Nouvelle-Zélande | X         | X         |         | Q2     |
| 3     | 2    | Emma Hinze           | Allemagne        | + 0 s 048 | + 0 s 036 |         | Pl.5-8 |
| 4     | 1    | Hetty van de Wouw    | Pays-Bas         | X         | X         |         | Q2     |
| 4     | 2    | Sophie Capewell      | Grande-Bretagne  | + 0 s 088 | + 0 s 140 |         | Pl.5-8 |

| Rang | Cycliste        | Nation          | Écart     |
| ---- | --------------- | --------------- | --------- |
| 5    | Sophie Capewell | Grande-Bretagne | -         |
| 6    | Emma Hinze      | Allemagne       | + 0 s 064 |
| 7    | Martha Bayona   | Colombie        | + 0 s 092 |
| 8    | Kelsey Mitchell | Canada          | + 0 s 493 |

### Demi-finales
Les demi-finales (2 séries de 2 cyclistes) se disputent au meilleur des trois manches. La vainqueure de chaque demi-finale va en finale (F), tandis que la perdante dispute le match pour la médaille de bronze (Br.).
| Série | Rang | Cycliste             | Nation           | Manches   | Manches   | Manches   | Notes |
| Série | Rang | Cycliste             | Nation           | 1         | 2         | 3         | Notes |
| ----- | ---- | -------------------- | ---------------- | --------- | --------- | --------- | ----- |
| 1     | 1    | Lea Sophie Friedrich | Allemagne        | + 0 s 014 | X         |           | F     |
| 1     | 2    | Hetty van de Wouw    | Pays-Bas         | X         | + 0 s 053 | + 0 s 151 | Br.   |
| 2     | 1    | Ellesse Andrews      | Nouvelle-Zélande | X         | X         |           | F     |
| 2     | 2    | Emma Finucane        | Grande-Bretagne  | + 0 s 096 | + 0 s 050 |           | Br.   |

### Finales
La finale et le match pour la médaille de bronze se déroulent en un contre un, au meilleur des trois manches.
| Rang                               | Cycliste             | Nation           | Manches   | Manches   |
| Rang                               | Cycliste             | Nation           | 1         | 2         |
| ---------------------------------- | -------------------- | ---------------- | --------- | --------- |
| Médaille d'or, Jeux olympiques     | Ellesse Andrews      | Nouvelle-Zélande | X         | X         |
| Médaille d'argent, Jeux olympiques | Lea Sophie Friedrich | Allemagne        | + 0 s 095 | + 0 s 624 |

| Rang                                | Cycliste          | Nation          | Manches   | Manches   |
| Rang                                | Cycliste          | Nation          | 1         | 2         |
| ----------------------------------- | ----------------- | --------------- | --------- | --------- |
| Médaille de bronze, Jeux olympiques | Emma Finucane     | Grande-Bretagne | X         | X         |
| 4                                   | Hetty van de Wouw | Pays-Bas        | + 0 s 237 | + 0 s 160 |